# Zina Mokorom
Zina Mokorom (ou Zina Mokourang) est une localité du Cameroun située dans l'arrondissement de Bogo, le département du Diamaré et la région de l’Extrême-Nord.

## Population
En 1975, le village comptait 121 habitants, principalement des Mousgoum.
Lors du recensement de 2005, on y a dénombré 430 personnes.